# Joseph Lecompte
Joseph Lecompte, född 15 december 1797 i Scott County, Kentucky, död 25 april 1851 i Henry County, Kentucky, var en amerikansk politiker. Han var ledamot av USA:s representanthus 1825–1833.
Lecompte flyttade till Henry County med sina föräldrar som bosatte sig i Lecomptes Bottom vid Kentuckyfloden. Han var verksam som jordbrukare och deltog i slaget vid New Orleans i 1812 års krig. Han blev invald i representanthuset i kongressvalet 1824. Inom demokrat-republikanerna hörde Lecompte till anhängarna av Andrew Jackson som 1828 grundade Demokratiska partiet. Lecompte efterträddes 1833 som kongressledamot av Thomas Chilton.
År 1850 deltog Lecompte i Kentuckys konstitutionskonvent. Följande år avled han och gravsattes på en familjekyrkogård i Henry County.